# رهدن
رهدن (به آلمانی: Rehden) یک شهر در آلمان است که در دیفولتس واقع شده‌است. رهدن ۱٬۸۱۲ نفر جمعیت دارد.